# Жезказган (аэропорт)
Аэропо́рт Жезказга́н — аэропорт города Жезказган в Улытауской области (до 1997 года — Жезказганской области, в 1997—2022 годах — Карагандинской области) Республики Казахстан.

## История
С 1949 года существовал старый аэропорт в 1 километре от железнодорожного вокзала Джезказгана, имевший две грунтовые ВПП (ВПП 18/36 размерами 1800×100 м и ВПП 10/28 размерами 1400×100 м). Часто из-за дождей, а также весной при таянии снега, полосы размокали и аэропорт не мог принимать самолёты, что приводило к отмене рейсов.
Новый (ныне действующий) аэропорт с асфальтобетонной ВПП в Джезказгане был построен в 1971—1973 годах, а в 1985 году — новый аэровокзал, способный обслуживать до 200 пассажиров в час.
Первый рейс из нового аэропорта был выполнен 13 июля 1973 на самолёте Ил-18. В 1970-е годы на территории аэропорта была сформирована Джезказганская объединённая авиаэскадрилья (ДОАЭ). В 1983 году ДОАЭ начала коммерческую эксплуатацию самолёта Л-410, а в 1995 году получила 2 вертолёта Ми-8. В октябре 1996 года образовалась авиакомпания «Жезказган Эйр».
Начиная с 2004 года в аэропорту за счёт финансовой поддержки ТОО «Казахмыс» проведена реконструкция аэровокзала, ВПП и обновление оборудования. С июня 2008 года постановлением правительства Республики Казахстан аэропорт приобрёл статус международного.

## Принимаемые типыВС
Ан-12, Ан-24, Ан-26, Ил-76, Л-410, Ту-134, Ту-154, Як-40, Як-42, Bombardier CRJ 100/200, Bombardier Q400, Embraer EMB 120 Brasilia, Boeing 737 и др. типы ВС 3-4 класса, вертолёты всех типов. Классификационное число ВПП (PCN) 37/R/B/X/T.

## Пассажиропоток
- 2015 — 29 518[1]
- 2016 — 26 624[1]

## Происшествия
6 января 1987 года самолёт Ан-2Р (бортовой номер СССР-16075) Джезказганской ОАЭ, выполнявший почтовый рейс Х-607 по маршруту Джезказган - Кара-Кенгир – Кургасын – Амангельды - Сары-Кенгир - Сары-Су – Джетыконур – Джезказган, потерпел катастрофу в сложных метеоусловиях (низкая облачность, снегопад, ограниченная видимость, обледенение) в 34 км севернее аэродрома Урожайный в Карагандинской области. Во время полета над заснеженной местностью на высоте ниже безопасной экипаж потерял визуальный контакт с землей. В 12:03 мск самолет столкнулся с возвышенностью на высоте 680 м. Командир воздушного судна погиб. Поиски самолета с воздуха и наземными группами осложнялись сложными погодными условиями (метелью с видимостью 1000 м и ветром до 18 м/с, а также низкой облачностью 100 м). Место катастрофы обнаружено через 5 дней, в 09:10 мск 11 января 1987 года (в 190 км от аэропорта Джезказган с азимутом 353°).  Второй пилот, найденный живым, эвакуирован вертолетом и доставлен в больницу, где скончался 13 января 1987 г. 